# تأثير الأكورديون

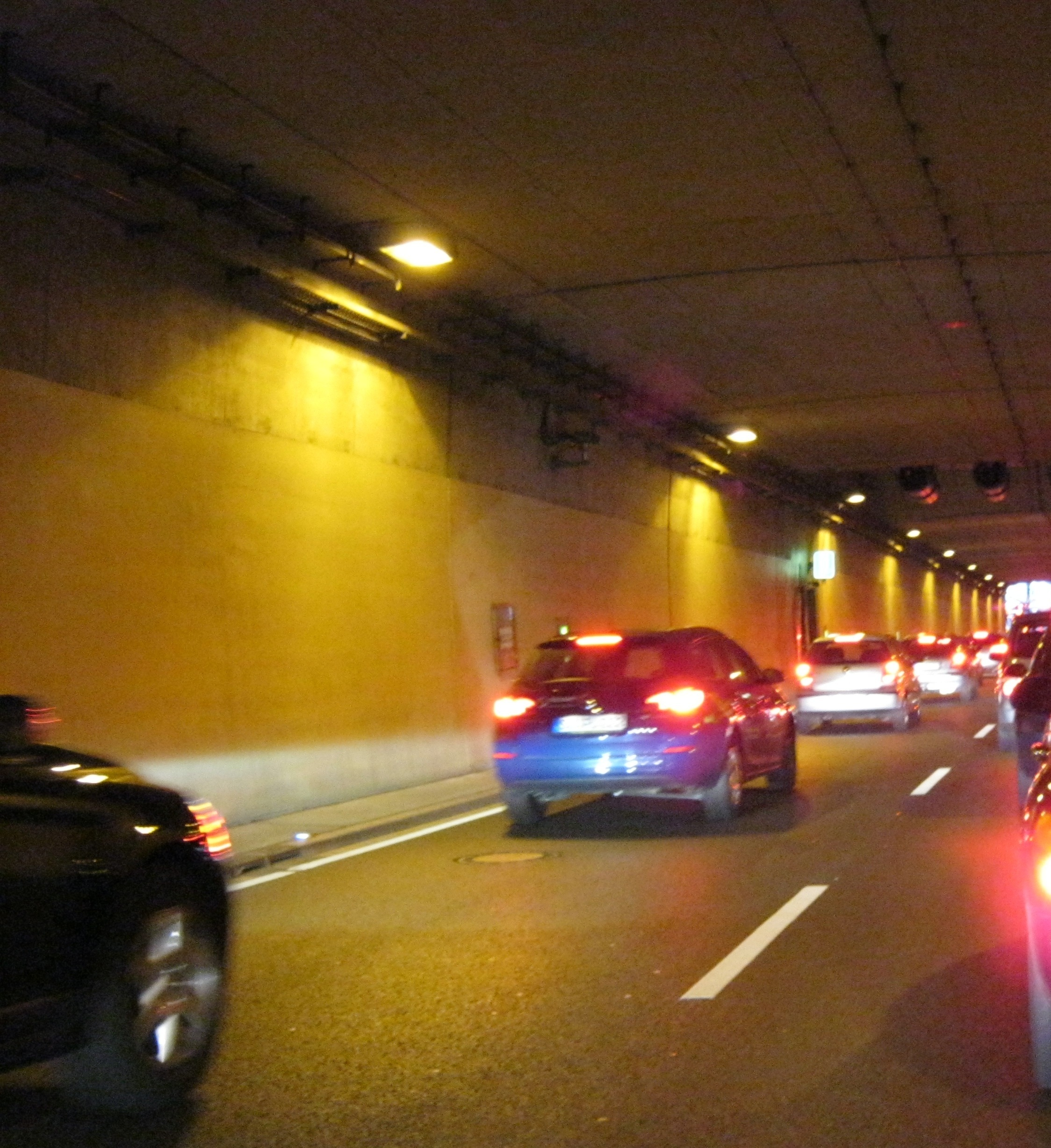

في الفيزياء، تأثير الأكورديون (بالإنجليزية: Accordion effect)‏ يظهر عندما تتسبب تذبذبات حركة جسم متحرك في تغيير جريان العناصر اللاحقة به. قد يحدث هذا في حركة المرور أو سباق الدراجات الهوائية، وبصفة عامة للعمليات في خط الأنابيب، وهذه أمثلة على الأنظمة اللاخطية. يتسبب تأثير الأكورديون عامة بانخفاض معدل الإنتاجية في النظام الذي يظهر فيه.
يعني تأثير الأكورديون في حركة المرور ارتفاع وانخفاض سرعة أحد وسائل النقل عند ارتفاع وانخفاض سرعة وسيلة النقل التي أمامها. تأرجحات السرعة ترتفع وتكبر عادة بعد مدة من بدايتها، مقللة معدل الإنتاجية لحركة السير.
يعرف تأثير الأكورديون بعدة مصطلحات بديلة، مثل: تأثير السلانكي؛ تأثير الكونسيرتينا؛ تأثير الرباط المطاطي؛ عدم استقرار الخيط.